# Corinne Hofman
Corinne Lisette Hofman (Wassenaar, 10 juli 1959) is een Nederlands hoogleraar archeologie van het Caribisch gebied verbonden aan de Universiteit Leiden. Haar onderzoek richt zich op de kolonisatie van het Caribische gebied vanuit het oogpunt van de Caribisch-Indiaanse bevolking.  

## Carrière
Hofman studeerde archeologie aan de Universiteit van Leiden en behaalde in 1987 haar doctoraalexamen. In 1993 promoveerde ze in Leiden op het onderwerp Pre-Colombiaanse Caribische Archeologie met als promotoren Maarten Jansen en Leendert Louwe Kooijmans. De titel van haar proefschrift luidde In Search of the Native Population of pre-Columbian Saba (400-1450 A.D). Part One. Pottery Styles and their Interpretations. In 2007 werd ze aangesteld als hoogleraar aan de Universiteit van Leiden. Tevens heeft ze een gasthoogleraarschap aan de Universiteit van Florida. Van tot 2013 tot en met 2018 was ze decaan van de faculteit archeologie van de Universiteit Leiden als opvolger van Willem Willems. Hofman was daarnaast lid van de Nederlandse Nationale Unesco Commissie.
In november 2023 stelde de Universiteit Leiden Hofman op non-actief wegens verondersteld langdurig ongewenst en "veelal grensoverschrijdend" gedrag. Een ontslagprocedure is gestart door de Universiteit Leiden. Er zijn intussen twee zittingen geweest in de rechtbank van Amsterdam. De Universiteit van Leiden verzocht om een zitting achter gesloten deuren. Dit verzoek werd niet ingewilligd.

## Onderzoek
Hofman begon haar onderzoekscarrière in de jaren tachtig op het eiland Saba. Het onderzoek van Hofman richt zich op de gevolgen die de Europese kolonisatie met zich heeft meegebracht voor Noord-, Zuid- en Midden-Amerika, en in het bijzonder voor het Caribisch gebied, waarvan ze de geschiedenis vanuit het perspectief van de inheemse Caribisch-Indiaanse bevolking wil herschrijven. Haar onderzoek baseert zich op de archeologische gegevens die gerelateerd zijn aan het proces van kolonisatie. Uit haar onderzoek blijkt dat historische kennis over het Caribisch gebied niet altijd strookt met opvattingen uit de eenentwintigste eeuw over deze tijdperiode. Volgens Hofman is er sprake van een scheef historisch beeld.
Hofman zet zich in om het bodemarchief en cultureel erfgoed in het Caribisch gebied te beschermen.

## Prijzen
Op 21 november 2013 ontving Hofman de KNAW Merianprijs. In 2014 werd haar de Spinozapremie toegekend.

## Publicaties (selectie)
- Keegan W.F., C.L. Hofman & R. Rodriguez Ramos (2013). Oxford handbook of Caribbean archaeology, Oxford University press, Oxford.
- Hofman, C.L. & A. van Duijvenbode (2011). Communities in Contact: Essays in archaeology, ethnohistory & ethnography of the Amerindian circum-Caribbean, Sidestone Press, Leiden.
- Hofman, C.L. & A.J. Bright (2010). Mobility and exchange from a pan-Caribbean perspective. Special Publication number 3, Journal of Caribbean archaeology.
- Hofman, C.L., M.L.P. Hoogland & A.L. Van Gijn (2008). Crossing the borders. New methods and techniques in the study of archaeological materials from the Caribbean, University of Alabama Press.
- Hofman, C.L., A. Bright, A. Boomert & S. Knippenberg (2007). Island Rhythms. The web of social relationships and interaction networks in the pre Columbian lesser Antilles, Latin American Antiquity 18(3):243-268.